# Imposto Municipal sobre Imóveis
Em Portugal, o IMI (Imposto Municipal sobre Imóveis) veio substituir a "contribuição autárquica" em 1 de Dezembro de 2003.
O IMI é um imposto que se rege pelos princípios da equivalência ou do benefício e que incide sobre o valor patrimonial dos prédios. Neste tipo de tributo, que é uma das várias contribuições especiais existentes em Portugal, existem características homogéneas de certos sujeitos passivos (Proprietários dos prédios, urbanos ou rústicos) que justificam que a tributação incida especialmente sobre eles:
- Quer pela ligação especial do grupo com fim público (responsabilidade de grupo),
- Quer pelo aproveitamento potencial pelo grupo daquele tributo, diferente do dos outros membros da comunidade (aproveitamento de grupo, que é o caso de IMI).

A comutatividade referida no preâmbulo do Código do IMI justifica que a quantificação da prestação dependa não do rendimento que o prédio rústico ou urbano pode proporcionar, mas do seu valor patrimonial, correspondendo o seu pagamento à contrapartida dos benefícios que os proprietários recebem com obras e serviços que a comunidade proporciona.

## História e codificação
Antes do IMI, o Código da Contribuição Autárquica definia que o sistema de avaliações vigente seria feito através do velho Código da Contribuição Predial e do Imposto Sobre a Indústria Agrícola, de 1963. 
Mas depois de acolhidas as recomendações do relatório da Comissão de Desenvolvimento da Reforma Fiscal, bem como os critérios do anteprojeto do Código de Avaliações elaborado em 1991, atualizados mais tarde pela Comissão da Reforma da Tributação do Património, foi feita uma reforma da tributação do património, através do Decreto-Lei nº.287/2003 de 12 de Novembro, que aprovou os novos Códigos do Imposto Municipal sobre Imóveis (CIMI), e que detém disposições transitórias com o objetivo de promover a avaliação geral dos prédios urbanos, ate ao final do ano 2012. 
Esta reforma consagra os contornos precisos da realidade a tributar, com base em dados objetivos que escapem às oscilações especulativas da conjuntura, na prossecução duma mais sólida, sustentável e justa relação tributária entre o Estado e os sujeitos passivos.

## Incidência
O IMI incide sobre prédios rústicos (terrenos situados fora de um aglomerado urbano, não classificados como terrenos para construção), mistos (a sua parte rústica e urbana não podem ser classificadas como principais) e urbanos (todos os outros). E paga quem for proprietário / usufrutuário / superficiário do prédio a 31 de Dezembro do ano a que o mesmo respeitar.
No caso das heranças indivisas, o IMI é devido pela herança indivisa representada pelo cabeça de casal. 

## Determinação da matéria coletável
Problema: Desatualização cadastral e proibição do arbítrio.
O IMI substituiu a Contribuição Autárquica. Na realidade, a conjugação da evolução histórica com a condenável omissão de atualização por parte do legislador nas últimas dezenas de anos conduziu a um caso exemplar de distribuição arbitrária dos encargos fiscais entre os diversos contribuintes. Originou-se uma situação de arbítrio que violou o princípio da igualdade propagando-se um tratamento desigual de duas realidades semelhantes, sem justificação para essa diferença de tratamento.
No caso da Contribuição Autárquica, a omissão do dever legal de atualizar as matrizes prediais, onde está inscrito o valor do prédio e que servem de base à distribuição dos encargos, levou a uma sobrecarga fiscal das casas mais recentes e a uma sub-tributação das mais antigas, o que conduziu a uma dívida de imposto sem qualquer relação com o valor de cada prédio. Os novos Códigos do Imposto Municipal sobre Imóveis criaram um novo sistema de avaliação com base na área, entre outros índices, para resolver gradualmente as desigualdades existentes entre os prédios mais novos e mais antigos.
Concretização do método de determinação do valor coletável.
O valor do património tributável dos prédios, em regra, é definido por avaliação (onde influenciam vários fatores, como a localização, área, qualidade e conforto, entre outros) com base numa declaração do sujeito passivo (declaração Mod. 1 do IMI).
Os tipos de avaliação e determinação do valor tributável, para cada tipo de prédio, são os seguintes:
- Prédios rústicos; podem ter base cadastral, não cadastral ou direta sendo que a determinação corresponde ao produto do seu rendimento fundiário pelo fator 20.
- Prédios urbanos; avaliação direta com determinação do valor patrimonial tributário dos prédios novos, destinados à habitação, comércio, indústria e serviços ou outros, ou cuja avaliação seja pedida, efetuada por um perito avaliador, com base numa declaração entregue pelo titular do prédio. O valor patrimonial tributário dos prédios urbanos, resulta de uma expressão matemática que engloba vários coeficientes como as áreas, a localização, a qualidade e conforto, a vetustez (idade do prédio),e o valor base dos prédios edificados (calculado com base no valor médio do metro quadrado de construção).

O grande objetivo da avaliação direta é o de terminar com o livre arbítrio, possível violador do princípio da igualdade (já anteriormente enunciado). Existe um número de coeficientes (supra citados) que determinam o valor patrimonial dos prédios, pondo fim à errónea avaliação destes, mesmo havendo coeficientes iguais. Tornando-se a determinação da matéria coletável mais uniforme e justa para todos os proprietários. 

## Taxas
Aplicam-se a nível nacional, as seguintes taxas: prédios rústicos: 0,8%; urbanos ainda não avaliados pelas regras dos Códigos do Imposto Municipal sobre Imóveis: 0,5% a 0,8% e prédios urbanos avaliados, pelo CIMI: 0,3% a 0,5%. São os municípios que fixam os valores das taxas dentro dos referidos limites. Nos prédios mistos, aplicar-se-á ao valor patrimonial tributário de cada parte, a respetiva taxa. 
Aplica-se a taxa de 7,5% aos prédios das entidades que tenham domicílio fiscal num local com regime fiscal claramente mais favorável.
Os municípios, mediante deliberação da assembleia municipal, podem majorar ou reduzir as taxas gerais, em determinadas situações previstas no artigo 112º, (exemplo: operações de reabilitação) baseando-se em tabelas e valores fixados. 

## Isenções
À data de março de 2017, ficam isentos de IMI por um período de 3 anos, os prédios ou parte de prédios urbanos habitacionais, que sejam usados para habitação própria e permanente do sujeito passivo (ou do seu agregado familiar) cujo rendimento, coletável para efeitos de IRS no ano anterior não seja superior a €153 300.
Ficam ainda isentos, numa base anual, conforme reconhecimento do chefe do serviço de finanças local, os imóveis de baixo valor (i.e., o valor total dos imóveis detidos pelo sujeito passivo não podem ter um valor patrimonial tributário total superior a de 10x o valor anual do Indexante dos Apoios Sociais (IAS)) que sejam habitação própria permanente de sujeitos passivos e agregado familiar de baixos rendimentos (rendimento bruto total do agregado não pode exceder 2,3 vezes o IAS.
Existem ainda várias isenções que funcionam como exceções à regra de aplicação geral, tais como as isenções aplicadas a imóveis de Fundos de Investimento Imobiliário, às sedes de Sociedades de Gestão de Participações Sociais (SGPS), a imóveis de partidos políticos, ordens religiosas, fundações, clubes de futebol, entidades culturais e outras entidades diversas a quem o Estado atribui o estatuto de utilidade pública ou de utilidade turística, além dos próprios imóveis pertencentes ao Estado, tanto a nível da Administração Central como da Administração Local.

## IMI por distritos
Com as dificuldades financeiras com que se debatem os autarquias do país, 40% das câmaras optaram por aplicar as taxas máximas previstas na lei. Foi assim em 2006 e, em 2007 não será muito diferente. 
Se se tiver em conta os principais distritos do País: 
- Em Braga são cinco os municípios que vão cobrar o máximo de IMI;
- No Porto de 18 municípios, 16 querem aplicar as taxas máximas. As exceções são: Felgueiras e Baião.
- Em Aveiro há seis câmaras municipais a cobrar o máximo de imposto previsto na lei;
- Em Coimbra são sete;
- Em Leiria cinco;
- Em Santarém nove;
- Em Lisboa cinco;
- Em Setúbal são mais de metade das Câmaras que optaram pelo imposto máximo;
- Em Faro são oito.